# Sacra Famiglia con san Girolamo (Previtali)
Le Sacra Famiglia con san Girolamo è un dipinto a olio su tavola (51x80 cm) attribuito a Andrea Previtali, databile al 1525 e conservato nel Palazzo Vescovile di Brescia.

## Storia
Non sono noti documenti in grado di attestare le origini del dipinto, né come esso sia giunto al Palazzo Vescovile di Brescia. Resta pertanto ignota la sua provenienza.

## Descrizione
Il dipinto mostra una tradizionale Sacra famiglia composta da san Giuseppe a sinistra, Maria al centro davanti a una tenda e il Bambino Gesù in grembo a quest'ultima, rivolto verso destra dove si trova san Giovanni Battista fanciullo. Opposto a san Giuseppe si trova invece san Girolamo.
Lo sfondo, che si può intravedere ai lati della tenda dietro la Madonna, è occupato da un profondo paesaggio naturale, rischiarato all'orizzonte.

## Stile
La tavola è ascrivibile, ma non con piena certezza, alla mano di Andrea Previtali, soprattutto a causa del fitto incrociarsi dei rimandi riscontrabili in essa che, sul solido impianto mutuato da Giovanni Bellini, si innesta la lezione di Lorenzo Lotto. Quest'ultima appare molto ben distinguibile nel modo di distendere il colore con toni smaltati già in preludio al cangiante, come si vede nel panneggio delle varie figure, in particolare nel velo della Madonna che si rifà alle ridondanze di Giovanni Cariani, alla cui maniera il Previtali si accosta in alcuni dipinti dell'ultima produzione.
Di conseguenza, la tavola è verosimilmente databile al 1525, anche in base alle evidenze stilistiche delle due aperture sullo sfondo ai lati della Madonna: si tratta di un modo di avvertire il paesaggio che testimonia molto bene l'evoluzione verso un sempre più accentuato naturalismo, affiancato da intensi guizzi luminosi in contrapposizione alla statica e contemplativa atmosfera delle figure, chiaramente di stampo belliniano.